# Marvel Comics
Marvel Comics è una casa editrice statunitense di proprietà di Marvel Entertainment, sussidiaria di The Walt Disney Company. Conosciuta anche come "La casa delle idee", è una delle principali società d'intrattenimento al mondo fondate sui personaggi dei fumetti (la sua biblioteca ne conta oltre 8 000), tra i quali l'Uomo Ragno, Wolverine, gli X-Men, Capitan America, i Fantastici Quattro, Pantera Nera, Silver Surfer, Dottor Destino, Iron Man, Vedova Nera, Ant-Man, Dottor Strange, Hulk, Thor, i Vendicatori, i Guardiani della Galassia, il Punitore, Devil, Luke Cage, Venom, Deadpool e Miles Morales; di questi utilizza i franchise negli altri media di intrattenimento, nell'editoria e nel merchandising.
L'azienda venne fondata nel 1939 con il nome di Timely Publications e dai primi anni cinquanta iniziò a essere conosciuta come Atlas Comics; la denominazione "Marvel Comics" risale al 1961, quando esordirono la serie Fantastic Four, subito seguita da altre dedicate a supereroi creati da Stan Lee, Jack Kirby, Steve Ditko, Don Heck, Bill Everett, John Romita Sr., John Buscema, Roy Thomas e altri. La Marvel è stata acquistata dalla Disney nel 2009.
Personaggi come l'Uomo Ragno, Iron Man, Capitan America, Devil, Hulk, gli X-Men e i Fantastici Quattro - il cui primo numero della serie dedicata (1961) viene fatto coincidere con l'inizio dell'Universo Marvel - sono parte del periodo noto come "Silver Age" ("periodo d'argento") dei fumetti, che riportò di moda i supereroi, che dopo la crociata di Fredric Wertham che pose fine alla "Golden Age" ("periodo d'oro"), erano entrati in crisi. Negli anni settanta, comunemente identificati come "Bronze Age" ("periodo di bronzo") del fumetto statunitense, sono stati introdotti poi con successo nell'Universo Marvel, insieme a nuovi supereroi, anche personaggi fantasy come Conan il barbaro e Red Sonja, horror come Ghost Rider e Blade e appartenenti al mondo delle arti marziali come Shang-Chi e Pugno d'Acciaio.
La serie a fumetti The Amazing Spider-Man è stata fin dall'inizio una delle più amate e vendute di sempre della casa editrice americana e l'Uomo Ragno, protagonista della serie, ha conquistato in breve tempo l'affetto del pubblico, diventando il personaggio più popolare e rappresentativo della Marvel Comics, nonché il supereroe più popolare in assoluto.
Il primo numero della serie X-Men, pubblicato nel 1991, è il fumetto che detiene il record di vendite mondiali, ovvero circa 8 milioni di copie.

## Storia

### Anni quaranta e cinquanta

#### La fondazione della Timely Publications
Nel 1939 l'editore di New York Frank Torpey decise di pubblicare una rivista a fumetti, Motion Picture Funnies Weekly la quale però non ebbe successo e ne venne editato un solo numero al cui interno c'era una storia di otto pagine con protagonista il personaggio di Namor, realizzata da William Blake Everett. L'iniziativa destò l'interesse di un altro editore, Martin Goodman, proprietario della Western Fiction Publishing, che stava proponendo ai lettori statunitensi una serie di riviste sportive, ludiche, sul cinema e la narrativa e che aveva intenzione di proporre anche una rivista a fumetti e pertanto contattò Torpey per rilevare la sua attività acquisendone tutto il materiale da lui prodotto e riprendendo la pubblicazione della sua rivista cambiandone la testata in Marvel Comics che esordì il 31 ottobre 1939 sotto il marchio Timely Comics. Per molti anni a seguire sotto questo marchio vennero presentati serie a fumetti editi da Goodman il quale, all'iniziale Namor affiancò col tempo altri personaggi come Angelo, Ka-Zar (David Rand), la Torcia Umana e, successivamente, Capitan America e quindi altri personaggi minori anche se ancora non esisteva un vero e proprio Universo Marvel.

### Anni sessanta

#### La nascita della Marvel Comics
Alcuni anni dopo, Stanley Lieber, un nipote acquisito di Goodman, iniziò a lavorare per lui, dapprima come galoppino e quindi come scrittore di storie, dapprima con lo pseudonimo di Lee Nats, quindi con il nome che lo rese famoso, Stan Lee. Col tempo divenne direttore dell'azienda che cambiò poi denominazione in Atlas Comics e quindi, nel 1961, in Marvel Comics. Fu anche il periodo in cui, soprattutto insieme a Jack Kirby, creò la maggior parte dei personaggi che popolarono quello che l'universo narrativo noto come Universo Marvel.
I primi albi distribuiti con un piccolo riquadro con la sigla MC (Marvel Comics) sulla copertina risalgono a luglio 1961 su albi di serie di genere western come Rawhide Kid, romantico per adolescenti o d'orrore come Tales to Astonish o d'avventura come Amazing Adventures. L'idea di lanciare una linea di fumetti di genere supereroistico denominata Marvel Comics fu di Stan Lee che, nel novembre 1961, farà esordire la testata The Fantastic Four (vol. 1). Il progetto si inserì nel nuovo contesto editoriale che attraversava l'industria del fumetto del periodo. La DC Comics, principale casa editrice di fumetti americana del periodo - aveva iniziato dal 1956 a proporre versioni moderne dei personaggi supereroistici del periodo Golden Age partendo con Flash in Showcase n. 4 (ottobre 1956). Il successo dell'iniziativa portò a riprendere altri personaggi come Lanterna Verde in Showcase n. 22 (ottobre 1959) ma anche a crearne di nuovi arrivando alla creazione della Justice League in The Brave and the Bold n. 28 (febbraio-marzo 1960) inaugurando di fatto il periodo denominata Silver Age. In questo contesto gli autori Marvel cercarono di inserirsi in questo nuovo mercato; Stan Lee e Jack Kirby crearono il gruppo di supereroi noto come Fantastici Quattro che esordì su una testata omonima, The Fantastic Four; pur imitando altri gruppi del passato, introduce caratteri propri rispetto alle consuetudini narrative del genere in quanto nessuno dei componenti ha un'identità segreta e tra di loro c'è un legame che ricorda quello di una famiglia. Non sono eroi nel senso tradizionale del termine e non combattono il crimine nelle strade ma sono innanzitutto scienziati, astronauti ed esploratori. Per loro si conia il termine Imaginauts (immaginauti) e sono l'alba della Age of Marvels (Era delle Meraviglie). Le altre serie a fumetti pubblicate nello stesso periodo non riflettono ancora il cambiamento verso il genere dei supereroi che invece sarà graduale. Tali serie sono: Strange Tales, Journey into Mystery, Tales to Astonish, Tales of Suspense, Amazing Adventures, Kid Kolt, Gunsmoke Western, Millie, Love Romances, Teen-age romance, Linda Carter. Sarà proprio su alcune di queste serie che si proverà a creare nuovi supereroi senza dover rischiare di lanciare delle nuove pubblicazioni regolari.

#### Stan Lee e i supereroi con superproblemi
Nel 1962, dopo il successo della serie a fumetti dei Fantastici Quattro, la Marvel cercava idee per una nuova serie di supereroi. Stan Lee propose un personaggio adolescente e ordinario la cui realizzazione grafica venne affidata a Jack Kirby che però realizzò uno studio del personaggio giudicato troppo muscoloso e che mal si adattava all'idea di Lee del personaggio. Jack Kirby per creare il nuovo supereroe aveva ripreso il personaggio di The Fly (La Mosca) creato nel 1959 per la Archie Comics e molto simile all'Uomo Ragno per quanto riguarda i poteri. Lee allora si rivolse a Steve Ditko che disegnò il celebre costume con il ragno al centro e la ragnatela sul petto oltre a contribuire a caratterizzare il personaggio e soprattutto il suo alter ego umano, lo studente Peter Parker. Stan Lee racconta così la genesi del personaggio:«Osservando una mosca che camminava sul muro ho pensato: non sarebbe bello se un essere umano potesse fare la stessa cosa? L'ho immaginato adolescente e con un sacco di problemi personali. Quando l'ho portato, eccitatissimo, all'editore, mi ha rimproverato: “Stan, i supereroi non hanno problemi personali!”. Come sbagliava [...] ». In effetti Stan Lee stava in quegli anni rivoluzionando il mondo dei comics ideando supereroi imperfetti, diversi da quelli del passato, erano supereroi con superproblemi; i suoi supereroi erano più umani, con i loro difetti, i dubbi, gli affanni, le passioni e gli errori di tutti gli esseri umani e con loro era più facile identificarsi. Con l'Uomo Ragno portò questa idea all'estremo, pensò a un supereroe con i poteri del ragno ma il cui alter ego era un adolescente pieno di problemi. Nel 1962 quindi esordisce l'Uomo Ragno su Amazing Fantasy n. 15. Un adolescente che si ritrova con i superpoteri e, suo malgrado, diventa un supereroe. Diventerà subito uno dei personaggi simbolo della casa editrice e con lui si introduce il principio: "Da grandi poteri derivano grandi responsabilità". Nasce il concetto che non si diventa eroi per scelta ma perché scelti dal destino. L'Uomo Ragno compare subito nella lista di Esquire degli eroi degli studenti dei campus, insieme a John Fitzgerald Kennedy e Bob Dylan. Questo stesso anno Lee e Kirby creano un altro personaggio al di fuori dei soliti canoni, Hulk, il quale esordisce con una sua serie personale, The Incredible Hulk, che però non riscuote successo e chiude dopo solo sei numeri. Ma l'idea di base della serie - la trasformazione del dottor Banner in una versione mostruosa di sé stesso in seguito a un incidente durante un test militare - è comunque vincente e sarà ripresa con successo. La coppia Lee-Kirby continua a creare nuovi personaggi e, ispirandosi alla mitologia, su Journey into Mystery n.83 fa esordire Thor. L'altro supereroe ideato in questi anni è Ant-Man, ovvero lo scienziato Henry Pym che scopre delle rare particelle subatomiche in grado di diminuire le sue dimensioni; il personaggio debutta su Tales to Astonish n. 27 ma il nome Ant-Man gli verrà dato solo dal n. 35. Altri personaggi del periodo sono:
- gli Skrull su The Fantastic Four (Vol. 1) n. 2 (gennaio), la prima razza di alieni della Marvel;
- Namor The Sub-Mariner su The Fantastic Four n.4 (maggio), è lo stesso personaggio creato nel 1939 su Marvel Comics n. 1 e non una nuova versione del supereroe creato nella Golden Age così invece avveniva con i personaggi della DC Comics. Lo stesso principio lo si adotterà per altri personaggi del passato come lo stesso Capitan America;
- Rick Jones su The Incredible Hulk (Vol. 1) n.1 (maggio), è solo un ragazzo senza poteri ma avrà un grande sviluppo narrativo nella continuity della Marvel;
- Dottor Destino su The Fantastic Four n.5 (luglio);
- Loki Laufeyson su Journey into Mystery n. 85 (ottobre). Fratellastro di Thor e sua principale nemesi.

Dal 1963 la Marvel decide di concentrarsi sui supereroi, abbandonando progressivamente gli altri generi e viene introdotto il concetto di Universo Marvel, ovvero quell'universo narrativo comune, all'interno del quale i vari personaggi apparsi in serie differenti possono interagire fra loro, ma in modo diverso da quanto faceva la DC Comics, la quale li faceva riunire su serie apposite quali All-Star Comics o Justice League of America; la Marvel invece crea incroci narrativi - i crossover - sulle serie già esistenti. Un esempio è proprio il numero di esordio della serie regolare dell'Uomo Ragno, The Amazing Spider-Man (Vol. 1) n. 1, dove Spider-Man si reca dai Fantastici Quattro per chiedere di farne parte; lo stesso mese i Fantastici Quattro si recano alla caccia di Hulk su The Fantastic Four n. 12.
In questo periodo esordiscono altri personaggi:
- i Vendicatori su The Avengers (Vol. 1); un gruppo di supereroi che fin dal principio ha la peculiarità di essere composto dai personaggi Marvel più famosi dell'epoca (Ant-Man, Wasp, Thor, Hulk e Iron Man), una prerogativa che si perderà prima e riacquisterà poi;
- Iron Man su Tales of Suspense n. 39, creato da Stan Lee, Larry Lieber, Don Heck e Jack Kirby; l'industriale Tony Stark usa la tecnologia per crearsi un'armatura che gli consente azioni sovrumane;
- i mutanti X-Men su The X-Men (Vol. 1), si introduce il concetto di essere dotato di superpoteri perché mutato geneticamente fin dalla nascita (homo superior). Tale mutazione ne fa una razza diversa da quella umana e quindi temuta;
- il Dottor Strange su Strange Tales n. 110, si tratta di un maestro di arti magiche creato da Stan Lee e Steve Ditko;
- Henry Pym ha al suo fianco una nuova supereroina (Wasp) a partire da Tales to Astonish n. 44 (giugno), mentre lui cambia nome in Giant-Man dal n. 49 (novembre);
- Magneto su The X-Men n. 1 (settembre), un mutante malvagio il cui scopo è portare i mutanti con superpoteri a divenire esseri dominanti sull'umanità.

Nel 1964, sulla serie The Avengers, ritorna il personaggio di Capitan America, supereroe patriottico del periodo bellico che era esordito nel 1941 su Captain America Comics n. 1. Segue poi la serie Daredevil che racconta le vicende di un supereroe cieco, secondo personaggio con handicap dopo Charles Xavier, il mentore degli X-Men; Devil, il protagonista della serie, viene creato da Stan Lee e Bill Everett. Hulk viene pubblicato regolarmente insieme a Giant-Man su Tales to Astonish e Capitan America ottiene una pubblicazione regolare su Tales of Suspense n. 59. Nello stesso anni esordiscono Goblin su The Amazing Spider-Man n. 14, Kang su The Avengers n. 8, i gemelli mutanti Quicksilver e Scarlet su X-Men n. 4, Vedova Nera debutta su Tales of Suspense n. 52, Occhio di Falco su Tales to Astonish n. 57 e Wonder Man su The Avengers n. 9.
Nel 1965 la coppia Lee-Kirby porta una nuova svolta nel mondo dei supereroi con il matrimonio Tra Reed Richards (Mister Fantastic) e Sue Storm (la Donna invisibile) su The Fantastic Four Annual n. 3. Per quanto un matrimonio possa essere un avvenimento comune nel mondo reale, non lo era affatto nei fumetti dei supereroi (i lettori non avevano visto in trent'anni neppure un tentativo di fidanzamento tra Lois Lane e Clark Kent). L'unico supereroe introdotto nel 1965 è una versione moderna di Ka-Zar su The X-Men n. 10 (marzo), ripresa di un personaggio Golden Age.
Avvenimenti degni di nota:
- Il primo scontro X-Men contro Vendicatori su The X-Men (prima serie) n. 9 (gennaio).
- In Tales of Suspense (prima serie) n. 63 (marzo), Lee-Kirby raccontano per i nuovi lettori le origini di Captain America. Si stabilisce il canone narrativo Retold Origins (cioè rinarrazione delle origini di un personaggio), fondamentale e distintivo dell'Universo Marvel. Nel ripresentare la trasformazione dell'esile Steve Rogers in Captain America, gli autori mantengono intatti tutti gli elementi narrativi e i personaggi della storia degli anni quaranta. Si limitano ad aggiungere qualche elemento nuovo e ad adattare la narrazione ai lettori moderni. Non avviene come alla DC Comics dove le origini di un personaggio possono cambiare totalmente dando vita di fatto ad un soggetto del tutto nuovo (es: Lanterna Verde/Alan Scott diventa Lanterna Verde/Hal Jordan[25]). D'ora in poi gli autori Marvel seguiranno questa indicazione e le origini dei personaggi non saranno mai stravolte ma solo leggermente modificate o adattate al periodo storico.[26]
- Daredevil (prima serie) n. 7 (aprile), Devil indossa il suo costume definitivo di colore rosso.
- Jack Kirby lascia la serie The Avengers (prima serie) dal n. 16 (maggio), con questo numero cambia anche totalmente la formazione del gruppo. I membri originali lasciano e Capitan America prende il comando. Assembla una formazione di ex-supercriminali: Quicksilver, Scarlet e Occhio di Falco. Invece Iron Man, Giant-Man, Wasp e Thor non sono più parte del gruppo ma rimangono a disposizione di Cap per situazioni di estrema emergenza o pericolo.
- Su Tales of Suspense (prima serie) n. 66 (giugno), Lee-Kirby reintroducono la minaccia del Teschio Rosso nella continuity Marvel. Utilizzando lo stesso principio visto per Capitan America nel n. 63, ne rinarrano le origini.
- Strange Tales n. 135 (agosto), Nick Fury viene introdotto nella continuity moderna dei fumetti Marvel. Nel periodo della guerra fredda, Fury diventa un agente segreto del Governo degli Stati Uniti a capo dell'organizzazione di controspionaggio S.H.I.E.L.D.. Si tratta dello stesso personaggio che combatteva nella Seconda Guerra Mondiale e le cui storie di quel periodo sono pubblicate su Sgt.Fury and his Howling Commandos.
- The X-Men (prima serie) n. 14 (novembre), Lee-Kirby introducono le Sentinelle, robot umanoidi programmati per dare la caccia ai mutanti. Inizia a prendere forma la sottotrama (subplot) della fobia dei mutanti che caratterizzerà nei decenni a venire gli albi Marvel.

Dal 1966 Lee e Kirby vengono affiancati da nuovi autori che proseguono le serie da loro avviate; The X-Men e The Avengers vengono curate da Roy Thomas mentre Jack Kirby comincia a essere affiancato da altri disegnatori per completare e rifinire le tavole come Jim Steranko collabora ai disegni delle storie di Nick Fury da Strange Tales n. 151 (dicembre), mentre su The X-Men, Kirby viene aiutato alle matite da Jay Gavin, che lo sostituisce definitivamente dal n. 18. Questi cambiamenti danno la possibilità alla coppia di concentrarsi su The Fantastic Four. Le conseguenze sono un ciclo di storie che introduce diversi nuovi personaggi destinati a entrare nella storia del Universo Marvel:
- Gli Inumani su The Fantastic Four (prima serie) n. 45, 46 e 47 (dicembre 1965, gennaio 1966 e febbraio 1966).
- Galactus e Silver Surfer su The Fantastic Four (prima serie) n. 48 (marzo).
- Pantera Nera su The Fantastic Four (prima serie) n. 52 (luglio), primo supereroe afroamericano della storia del fumetto.

Altri avvenimenti degni di nota:
- Il disegnatore e co-creatore dell'Uomo Ragno, Steve Ditko lascia The Amazing Spider-Man (prima serie) al n. 33 (febbraio). Lo sostituisce John Romita Sr., che rinnova e modernizza la serie con successo, portandola a superare The Fantastic Four e facendola diventare la testata più venduta della Marvel Comics.
- La serie Journey into Mystery (prima serie) la testata diventa in The Mighty Thor (prima serie) dal n. 126 (marzo). La numerazione rimane invariata e quindi con data di copertina aprile esce The Mighty Thor (prima serie) n. 127.

Fra il 1967 e il 1968 la Marvel conosce il periodo di massima espansione che porta al lancio di nuove testate come Ghost Rider di genere western-soprannaturale. Altre serie di rilievo furono:
- The Avengers (prima serie) dal n. 41 (maggio 1967) vede ai testi Roy Thomas e alle matite John Buscema.
- Stan Lee decide di pubblicare una serie umoristica con i supereroi Marvel. Si chiama Not Brand Echh (agosto 1967). Durerà 13 numeri.
- Si inaugura un nuovo formato editoriale dal nome King-Size Special. Le pagine sono in genere doppie rispetto a quelle di un normale albo mensile e non contiene alcuna ristampa ma una storia-evento coadiuvata da contenuti speciali come Pin-ups, Biografie dei personaggi e resoconti vari sul Marvel Universe. Il primo King-Size Special è dedicato ai Vendicatori. Roy Thomas e Don Heck raccontano un'avventura in cui i membri originali dei Vendicatori si uniscono alla recente formazione guidata da Capitan America.[27]
- Captain Savage and His Leatherneck Raiders n. 1 (gennaio 1968), nuova serie regolare ispirata ai fumetti di guerra (War Comics). Il personaggio di Captain Savage è stato creato da Stan Lee e Dick Ayers su Sgt. Fury and His Howling Commandos n. 13 (gennaio 1965).
- Tales of Suspense (prima serie) la testata diventa in Captain America (prima serie) dal numero 100 (aprile 1968). Le storie sono del duo Lee-Kirby.
- Con data di copertina maggio 1968 vengono lanciate tre nuove serie: The Invincible Iron Man (prima serie), Captain Marvel (prima serie), Prince Namor, The Sub-Mariner (prima serie).
- La serie Strange Tales (prima serie) la testata diventa in Doctor Strange (prima serie) dal n. 169 (giugno 1968).
- Jim Steranko realizza testi e disegni della nuova serie Nick Fury, Agent of S.H.I.E.L.D. (prima serie) dal n. 1 (giugno 1968).
- Debutta la serie regolare Silver Surfer (prima serie) n. 1 (agosto 1968) realizzata da Stan Lee e John Buscema.

La scelta di John Buscema come disegnatore della serie su Silver Surfer ebbe effetti importanti sul futuro della Marvel. Quando Lee preferì a Kirby il perfezionista John Buscema per la serie, Kirby si sentì oltremodo amareggiato e Silver Surfer restò di fatto uno dei motivi del divorzio della coppia d'oro (Stan Lee e Jack Kirby) e del suo addio alla Marvel.

#### Il Metodo Marvel di creazione dei fumetti
Durante gli anni sessanta Lee era sceneggiatore, supervisore e direttore artistico per la maggior parte delle serie Marvel, moderava le pagine della posta, scriveva redazionale mensili e innumerevoli articoli promozionali; per mantenere il suo pressante carico di lavoro rispettando le scadenze, usava un sistema che grazie al successo ottenuto da Lee, oggi è conosciuto come il "Metodo Marvel" (Marvel method) o "Stile Marvel" (Marvel style) di creazione dei fumetti: normalmente Lee aveva una prima discussione sulla storia con gli artisti e quindi preparava una sintesi schematica invece di una sceneggiatura completa, poi basandosi sullo schema, il disegnatore avrebbe dovuto riempire il numero di pagine assegnategli, stabilendo e disegnando la composizione e successione delle vignette, quindi dopo che il disegnatore aveva pronte le tavole, Lee avrebbe scritto i testi delle didascalie e delle nuvolette, e quindi controllato il lettering e il colore. In effetti quindi il disegnatore era sempre anche co-sceneggiatore predominante e per via di questo sistema l'esatta divisione dei meriti creativi di Lee è ancora discussa, specialmente nei casi dei fumetti disegnati da Kirby e Ditko.
Alla fine del 1968 - apice delle vendite dei fumetti di supereroi dall'inizio della Silver Age - Martin Goodman sfrutta il momento favorevole e vende la Marvel alla Perfect Film and Chemical Corporation (poco dopo rinominata Cadence Industries) rimanendo presidente della casa editrice. La mossa di Goodman risulterà vincente per i suoi affari dal momento che a partire dal 1969 le vendite di fumetti cominceranno a scendere e portando alla fine del periodo noto come Silver Age. A partire dal 1969 infatti vi è un progressivo calo delle vendite legata anche all'incapacità del mercato di assorbire l'espansione dell'offerta di albi di supereroi che aveva caratterizzato la politica Marvel e DC Comics nella seconda metà degli anni sessanta legato all'esaurimento della creatività degli autori. Stan Lee lascia il ruolo di redattore capo (Editor in Chief) della Marvel nel 1972. Julius Schwartz è costretto a lasciare progressivamente le redini creative degli albi DC Comics. Tradizionalmente l'evento che segna la fine della Silver Age è l'albo Green Lantern (vol. 1) n. 76 dell'aprile 1970, il primo della gestione Dennis O'Neil (testi) - Neal Adams (matite). Per la Marvel Comics però l'evento che segna realmente la fine di un'epoca è il polemico abbandono di Jack Kirby e l'ultimo numero di Fantastic Four del duo Lee-Kirby è il 102 (settembre 1970).
Il calo nelle vendite si concretizza con la cancellazione di due serie, Doctor Strange e Nick Fury, Agent of S.H.I.E.L.D. e, nel tentativo di riprendere lettori la Marvel cerca di puntare ancora sul genere romantico per adolescenti con la serie My Love oltre all'horror con due serie quali Tower of Shadows e Chamber of Darkness.

### Anni settanta

#### La diversificazione dei generi e il successo di Conan il barbaro
Negli anni settanta la Marvel comincia a pubblicare altri tipi di fumetti come il fantasy di Conan il barbaro, quelli horror (con titoli quali Uomo Cosa, La Tomba di Dracula e Ghost Rider) e di arti marziali (con la serie Shang-Chi) cercando di uscire dalla crisi che stava attanagliando il mercato americano.
Prima di lasciare la Marvel per la rivale DC Comics, Kirby contribuisce a lanciare due nuove serie antologiche, Amazing Adventures (vol. 2) con l'esordio degli Inumani, e Astonishing Tales (vol. 1)
Avvenimenti degni di nota del 1970:
- The X-Men (prima serie) n. 66 (marzo): è l'ultimo numero contenente una storia inedita. Dal n. 67 (dicembre) la serie contiene solo ristampe. I Supereroi mutanti non sono riusciti a raccogliere consensi neppure con l'ultimo ciclo di storie realizzate dall'artista Neil Adams concluso con il n. 65 (febbraio). Al momento la Marvel è indecisa su cosa farne della serie ma decide di non chiuderla e opta per delle ristampe.
- Inizia L'era di Conan il barbaro alla Marvel. Questo è l'anno in cui la Casa delle Idee decide di realizzare una serie a fumetti sul personaggio di Robert E. Howard nato sulle riviste Pulp degli anni trenta. Quella che inizia come una semplice scommessa editoriale si rivelerà il successo editoriale più longevo partorito dalla Marvel negli anni settanta.[30] Il primo numero vede come autori Roy Thomas (Testi), Barry Windsor-Smith (matite) e Dan Adkins (chine). Il titolo è Conan The Barbarian (prima serie) (ottobre). Barry Windsor-Smith disegnerà però solo i primi 25 numeri, anche alternandosi in alcune storie con Gil Kane. La serie, partita con risultati altalenanti, tanto da rischiare la chiusura col settimo numero, verrà poi portata avanti per 14 anni, con grande successo, da John Buscema, che sarà anche il disegnatore principale di altre due testate dedicate al guerriero cimmero, La spada selvaggia di Conan e Re Conan. Con l'avvento di John Buscema, le vendite crescono a tal punto che la serie di Conan the Barbarian arriva addirittura ad essere la più venduta del decennio insieme a The Amazing Spider-Man. Il successo è tale che il personaggio di Conan raggiunge il suo apice di popolarità proprio grazie ai fumetti.[22] La conseguenza si ripercuote a livello cinematografico con il film realizzato nel 1982 avente come protagonista Arnold Schwarzenegger.

Nel 1971 Stan Lee lascia l'incarico come Editor in Chief e la Marvel tenta di conquistare anche il pubblico adulto lanciando la prima Etichetta editoriale (Imprint) con la linea Curtis Magazines. Si tratta di un progetto che prevede la realizzazione di riviste di 64 pagine in Bianco e Nero con diverse storie scritte e disegnate da autori differenti. Il primo albo è Savage Tales (prima serie) n. 1 (maggio). Sulla copertina non è presente il simbolo dell'Autorità per il codice del fumetto (Comics Code Authiority) ma il simbolo M (Mature Reader) cioè pubblicazione destinata ad un lettore maturo. Il contenuto presenta tra l'altro una storia di Conan il Barbaro, la prima apparizione di Man-Thing (versione Marvel della creatura della palude Swamp Thing della DC Comics) di Gerry Conway - Roy Thomas (testi) e Gray Morrow (matite), e una storia di Lee-Romita sulle Femizons un gruppo di guerriere di un futuro alternativo in cui le donne sono il genere dominante. Queste amazzoni del futuro sono di fatto l'ultimo contributo creativo di Stan Lee a livello di personaggi creati per i fumetti per tutto il decennio e fino agli anni novanta. L'esperimento editoriale non ha successo immediato e la serie Savage Tales è sospesa per più di 2 anni.
Avvenimenti degni di nota:
- Su richiesta del Dipartimento della Salute e dell'Istruzione Americano, Stan Lee realizza una storia in tre parti dell'Uomo Ragno che tratta del problema della tossicodipendenza. Viene pubblicata sui numeri 96-97-98 di The Amazing Spider-Man (maggio-giugno-luglio). Dal momento che si accenna all'uso di stupefacenti, il Codice per l'autorità sul Fumetto non passa la sua approvazione ma gli albi vengono distribuiti ugualmente senza il marchio del Comics Code Authority.
- Kull the Conqueror (prima serie) n. 1 (giugno): nuova serie dedicata ad un personaggio dello scrittore Robert E. Howard dopo quella di Conan il barbaro.
- Marvel Feature (prima serie) n. 1 (dicembre): prima apparizione del nuovo supergruppo i Difensori, creati da Roy Thomas (testi) - Ross Andru (matite). La copertina è di Neil Adams e mette in evidenza i tre membri fondatori del gruppo: Hulk (che era stato anche tra i membri originali dei Vendicatori), Dottor Strange e Namor il Sub-Mariner. In seguito al gruppo si sarebbe aggiunto Silver Surfer.

Nel 1972 Stan Lee passa le redini di Redattore Capo a Roy Thomas, per assumere il ruolo di editore. Nel frattempo inizia per la storia del fumetto il periodo denominato Bronze Age, caratterizzato da una crisi di vendite e di idee che porterà alla grande implosione di vendite di fumetti di supereroi del biennio 1977-1978. La casa editrice che ne risente maggiormente è la DC Comics e non a caso il 1978 viene ricordato come l'anno della Implosione DC. La stessa Marvel non riesce efficacemente a far fronte al nuovo panorama editoriale e a peggiorare la situazione emerge la difficoltà interna dell'editore a trovare un degno successore a Stan Lee. Difatti i sette anni che vanno dal 1972 al 1978 vedono l'alternarsi di sei diversi Redattori Capo (tutti incapaci di dare una direzione creativa vincente agli autori e allo staff redazionale):
- Roy Thomas: dal 1972 al 1974.
- Len Wein: dal 1974 al 1975.
- Marv Wolfman: dal 1975 al 1976.
- Gerry Conway: solo qualche mese nel 1976.
- Archie Goodwin: dal 1976 al 1978. Da notare che nel 1976 abbiamo tre diversi Redattori Capo.
- Jim Shooter: subentra nel 1978 e finalmente darà stabilità alla Marvel fino al 1987. Con Shooter inizia per l'editore un nuovo periodo di crescita.

La Marvel cerca nuovi lettori attraverso la distribuzione di serie basate sul genere horror:
- Tomb of Dracula (Vol.1/prima serie) n. 1-70 (aprile 1972 - agosto 1979).
- Werewolf by Night (prima serie) n. 1-43 (settembre 1972 - marzo 1977).
- The Monster of Frankenstein n. 1-18 (gennaio 1973 - settembre 1975).
- Ghost Rider (prima serie) n. 1-81 (settembre 1973 - giugno 1983): la serie è dedicata al nuovo Ghost Rider dal nome Johnny Blaze. Non si tratta più del cowboy Carter Slade ma di uno stuntman motociclista dei nostri giorni. Il personaggio viene creato da Roy Thomas, Gary Friedrich e Mike Ploog su Marvel Spotlight n. 5 (agosto 1972) ed è una delle idee più longeve e di successo partorite da questa direzione creativa intrapresa dalla Marvel nei primi anni settanta.

A fianco di queste serie pubblicate nel formato standard di 32 pagine e con l'approvazione del Comics Code Authority la Marvel, sotto l'etichetta Curtis Magazines lancia tre nuove riviste in bianco e nero da 74/76 pagine e senza il marchio del Codice per l'Autorità sui Fumetti:
- Dracula Lives n. 1-13 (giugno 1973 - luglio 1975).
- Monster Unleashed n. 1-11 (agosto 1973 - aprile 1975).
- Vampire Tales n. 1-11 (agosto 1973 - giugno 1975).

La linea prende il nome Marvel Monster Group e non ha grande longevità ma il problema non risiede nella qualità del materiale ma piuttosto nel tipo di distribuzione. Diventa sempre più evidente la difficoltà di inserire materiale innovativo e diretto ad un pubblico adulto nel circuito di distribuzione delle edicole.
Nello stesso periodo la Marvel comincia a pubblicare anche fumetti di arti marziali. Infatti, dopo avere tentato invano nel 1972 di acquistare i diritti della serie televisiva Kung Fu per produrne una trasposizione a fumetti, la Marvel opta per i diritti del criminale pulp di Sax Rohmer Fu Manchu, che contrappone come nemesi ad un personaggio sviluppato appositamente per l'occasione: Shang-Chi, maestro di kung fu introdotto come figlio segreto del genio del male asiatico.
Dopo aver esordito su Special Marvel Edition n. 15 (dicembre 1973) ad opera di Steve Englehart (testi) e Jim Starlin (disegni), Shang-Chi diviene il protagonista della testata che, dopo due numeri, viene dunque ribattezzata The Hands of Shang-Chi: Master of Kung Fu raggiungendo, sull'onda del successo riscosso in quell'epoca dai film di arti marziali, un'enorme popolarità che la porta a concludersi dieci anni dopo con il numero 125 (giugno 1983). Il personaggio condivide anche, parallelamente, con Pugno d'acciaio, i Figli della Tigre, le Figlie del Drago e Tigre Bianca le pagine dei 33 numeri della serie antologica Deadly Hands of Kung Fu.
Il 12 aprile 1977, un mese prima dell'uscita del film Guerre stellari, la Marvel Comics mette in commercio anche il primo volume della serie a fumetti Star Wars, che ottiene grande successo e continua fino al 1986, contando in totale 107 numeri e 3 speciali annuali.

#### La Blaxploitation in casa Marvel
Questo decennio è caratterizzato anche dalla affermazione in casa Marvel dei personaggi afroamericani, in sintonia con la affermazione della Blaxploitation a livello cinematografico. In casa Marvel nasce anche la prima serie a fumetti con protagonista un supereroe afroamericano, Luke Cage.
Stan Lee da diversi anni vorrebbe lanciare una serie con protagonista un supereroe afroamericano. Inizialmente aveva pensato a Pantera Nera, creato insieme a Jack Kirby sulle pagine di Fantastic Four, ma l'idea è stata più volte respinta dal management della casa editrice anche per l'assonanza del nome con il gruppo politico radicale Black Panther, noto per le proteste e le rivendicazioni per i diritti delle persone di colore negli anni sessanta.
Nel 1971 il film a basso budget Shaft, con protagonista un detective afroamericano alla prese con la criminalità urbana newyorkese, ottiene un clamoroso successo e nasce un nuovo genere che il presidente della NAACP Junius Griffin definisce Blaxploitation, caratterizzato da tematiche quali personaggi maschili o femminili dalla forte personalità e di origine afroamericana, ambiente urbano in degrado, un bisogno di giustizia anche per i quartieri più malfamati, attenzione ai problemi sociali delle classi meno abbienti. A questo si aggiunge la volontà di rendere esplicite e realistiche le scene di violenza e di sesso.
Stan Lee è favorevolmente colpito dalla popolarità raggiunta da queste opere cinematografiche e interpella Roy Thomas per creare insieme un supereroe afroamericano che si ispiri alle tematiche del nuovo genere e possa imporsi nel panorama fumettistico. Roy Thomas e Stan Lee decidono di rivolgersi ad Archie Goodwin che aveva già lavorato su diversi personaggi a fumetti afroamericani per i Warren Magazines. Il design originale del nuovo supereroe, Luke Cage, viene concepito da John Romita Sr., la cintura di catena è stata però voluta dallo stesso Stan Lee in quanto elemento che richiama le origini del personaggio. Il protagonista è invulnerabile ai proiettili e ha una forza superiore alla norma ma è comunque vulnerabile alle armi di alto calibro e non convenzionali. Lee e Thomas infatti non vogliono un supereroe troppo forte o invincibile e quindi più umano rispetto a personaggi come La Cosa, Thor o Hulk. La storia d'esordio del personaggio su Luke Cage, Hero for Hire (vol. 1) n. 1, del giugno 1972 scritta da Goodman con i disegni George Tuska attira immediatamente l'attenzione per essere ambientate in una New York più realistica e criminosa rispetto a quella normalmente descritta negli altri albi Marvel del periodo. La serie pur non rientrando tra le hit della casa editrice desta comunque un interesse degli autori e dei lettori.
Il personaggio di Luke Cage imprime l'impulso per la creazione di diversi personaggi afroamericani, dando anche la possibilità a Stan Lee e Roy Thomas di realizzare finalmente un progetto rimasto incompiuto da diversi anni, ovvero una serie dedicata a Pantera Nera. Infatti nel 1973 Pantera Nera diventa protagonista della testata Jungle Action, coi testi di Don McGregor e i disegni di Rich Buckler, Gil Kane, e soprattutto Billy Graham, primo disegnatore afroamericano della Marvel, che aveva già tenuto a battesimo Luke Cage, inchiostrando e rifinendo le matite di George Tuska, e che poi era arrivato anche a disegnare e sceneggiare in autonomia la serie Luke Cage, Hero for Hire.

#### L'espansione dell'Universo Marvel e lo Stile Marvel di disegno dei fumetti
Negli anni settanta viene anche creato da Gerry Conway (testi), Ross Andru e John Romita Sr. (disegni) un personaggio destinato a imporsi nell'Universo Marvel nei decenni successivi, il Punitore, il più violento degli eroi Marvel. La sua prima apparizione avviene in The Amazing Spider-Man (Vol. 1) n. 129 (febbraio 1974). Lo stesso anno fa la sua prima apparizione anche un altro personaggio destinato a entrare nelle storia della Marvel. Infatti in The Incredible Hulk (vol. 1) n. 180 (ottobre 1974) compare in un breve cameo, per poi esordire ufficialmente il mese successivo sul n. 181 della stessa serie, Wolverine, creato da Len Wein e dal disegnatore Herb Trimpe con la collaborazione di John Romita Sr..
Nel 1978 Stan Lee sceglie John Buscema per affiancarlo nel filmato How to Draw Comics the Marvel Way e nella stesura del corrispondente manuale. Lo stile di disegno di Buscema viene riconosciuto come lo "Stile Marvel" di disegno dei fumetti.

#### La prima graphic novel della Marvel
Nel 1978 fu pubblicata come parte della serie Marvel Fireside Books l'ultima collaborazione fumettistica di Jack Kirby (tornato nel frattempo alla Marvel) con Stan Lee, The Silver Surfer: The Ultimate Cosmic Experience, che è considerata la prima graphic novel della Casa delle Idee.

### Anni ottanta

#### Gli anti-eroi e il successo degli X-Men
Nel decennio degli anni ottanta, sotto l'egida di Jim Shooter, la Marvel entra in una nuova fase di rinnovamento artistico pubblicando opere rivoluzionarie e proponendo una versione crepuscolare e tormentata dei supereroi, consolidando alcuni popolari anti-eroi tra cui il Devil di Frank Miller, che aveva già rivitalizzato il mito di Batman, Wolverine, ridefinito iconicamente in una miniserie di quattro numeri disegnata da Frank Miller e a cui viene poi dedicata una serie regolare mensile scritta da Chris Claremont e disegnata da John Buscema, il Punitore, l'ex-soldato (reduce del Vietnam) Frank Castle, la cui famiglia viene spietatamente uccisa dalla mafia, che diviene sui primi anni ottanta una presenza ricorrente proprio nel celebre ciclo di Devil scritto da Frank Miller. Viene anche creata la Epic Comics una divisione creator owned in cui gli autori potevano sperimentare storie diverse dai soliti canoni dell'avventura supereroistica più vicina ai canoni europei e i cui diritti rimanevano ai legittimi creatori. Inoltre, su licenza della Hasbro, vengono realizzate storie dedicate ai famosi mecha Transformers ed al gruppo militare G.I. Joe. Intanto Stan Lee torna a realizzare vari progetti su Silver Surfer, tra cui un one-shot del 1982 disegnato da John Byrne, la graphic novel Silver Surfer: Judgment Day realizzata nel 1988 con John Buscema, costituita per la maggior parte da pagine caratterizzate da un'unica splash, che esaltavano lo stile neoclassico di Buscema e la maestosità del personaggio, la serie limitata di 2 numeri Parabola, realizzata fra il dicembre 1988 e gennaio 1989 per l'etichetta Epic Comics, disegnata dall'artista francese Jean Giraud, conosciuto come Moebius, la cui trama può essere considerata il testamento fumettistico di Stan Lee (lo sceneggiatore riversa nel plot alcuni dei temi a lui più cari, come l'emancipazione, la rivalsa del più debole sul più forte, la giustizia e la speranza), e la graphic novel The Enslavers con Keith Pollard. Lee è anche per un breve periodo presidente dell'intera azienda, ma presto si dimette per diventare invece editore, scoprendo che essere presidente era troppo incentrato sui numeri e sulla finanza e non abbastanza sul processo creativo a cui amava partecipare.
Nel 1987, con l'arrivo di Tom DeFalco come redattore capo al posto di Jim Shooter, si apre per la Casa delle Idee un periodo in cui si dà fiducia ai nuovi autori e si cerca di rinnovare il parco testate, per tentare di rispondere al rilancio dei personaggi della rivale DC Comics dopo la miniserie Crisi sulle Terre infinite che non solo attira nuovi lettori, ma anche artisti quali John Byrne e Frank Miller che molto avevano contribuito al successo della Marvel nei primi anni ottanta. In questo contesto l'editor DeFalco affida i personaggi più importanti Marvel ad artisti giovani e non ancora completamente affermati, quali Rob Liefeld su New Mutants (poi X-Force), Marc Silvestri sulle testate mutanti, tra le quali Wolverine, e Jim Lee sugli X-Men. A Todd McFarlane viene affidata la serie su Hulk, che riesce a rilanciare insieme a Peter David ai testi, e successivamente la storica testata dell'Uomo Ragno, The Amazing Spider-Man (ai testi David Michelinie). Tom De Falco chiede a McFarlane di rinnovare graficamente il personaggio e di cercare di dare nuovo lustro al portabandiera della Marvel. McFarlane contribuisce a creare una delle nemesi più popolari dell'Uomo Ragno, ovvero il supervillain Venom, e arriva a cambiare in modo considerevole l'aspetto del supereroe rendendolo più "ragnesco": gli arti più sottili, occhi grandi e ragnatele "a spaghetti"; questa revisione fu un evento storico ed è tuttora presente nelle versioni di alcuni disegnatori attuali. Nell'arco di due anni MacFarlane riesce ad accattivare i lettori con il suo stile caratterizzato da anatomie distorte, pose impossibili e scene d'azione iperdinamiche, così The Amazing Spider-Man torna ad essere il titolo più venduto della Marvel con una media mensile di 334 mila copie vendute, la cifra più alta registrata per l'Uomo Ragno dal 1969. Intanto la serie dedicata agli X-Men (normalmente insieme a Wolverine, utilizzato sempre più spesso dagli autori che ne fecero un personaggio fisso all'interno di quasi tutte le testate mutanti) vive il suo periodo d'oro. Al termine degli anni ottanta il fumetto era divenuto un blockbuster costantemente in cima alle classifiche di vendita.

### Anni novanta

#### Il record della serie X-Men
Nel 1991, sull'onda del grande successo riscosso alla fine anni ottanta dagli X-Men, il curatore editoriale della Marvel, Bob Harras, decide di lanciare sul mercato una seconda testata dedicata agli eroi mutanti. Il nuovo mensile - intitolato semplicemente X-Men (la testata storica si intitolava all'epoca Uncanny X-Men) - viene pubblicato a ottobre con un lancio senza precedenti stabilendo un incredibile record di vendite tuttora imbattuto nel mondo dei fumetti superando gli 8 milioni di copie vendute. In contemporanea con il lancio della nuova testata, X-Men, avvenne la divisione degli X-Men in due squadre distinte, che sarebbero state protagoniste delle due serie principali, quella protagonista di Uncanny X-Men, era composta da Tempesta, leader della squadra, Alfiere, Colosso, Jean Grey, Arcangelo e Uomo Ghiaccio, mentre quella protagonista di X-Men, era composto da Ciclope, leader della squadra, Rogue, Gambit, Psylocke, Bestia e Wolverine. Le serie degli X-Men continuarono a incrementare le vendite e spessissimo venivano lanciate nuove miniserie.

#### La nascita della Image Comics
Tra il 1990 e il 1993, la Marvel Comics (così come l'intero mercato fumettistico) va incontro alla più grande espansione delle vendite mai avuta dalla sua fondazione e i titoli più venduti sono legati ad artisti quali Jim Lee sulle serie degli X-Men, Rob Liefeld su The New Mutants che poi diviene X-Force, Todd McFarlane su Spider-Man (nuova serie a fumetti dedicata all'Uomo Ragno, affidata interamente a McFarlane, come scrittore e disegnatore). Si tratta di disegnatori che riescono a vendere milioni di copie per albo e la cui popolarità presso i lettori rivaleggia quella degli stessi personaggi da loro disegnati. Nel 1992 però, scontenti di come i grandi editori (Marvel e DC) trattano gli autori di fumetti, come dipendenti ben pagati ma sostituibili e non come artisti con propri diritti e proprie opinioni da ascoltare e con cui confrontarsi, gli autori di punta della Marvel decidono di lasciare la Casa delle Idee e di fondare la Image Comics, per avere più libertà creativa e decisionale e diritti sulle proprie creazioni. La Marvel perde così Rob Liefeld, Todd McFarlane, Jim Lee (Liefeld-McFarlane-Lee sono i disegnatori che hanno realizzato gli albi più venduti dalla Marvel nel corso del 1991), Erik Larsen (all'epoca disegnatore di The Amazing Spider-Man), Marc Silvestri (popolare disegnatore di Wolverine), Whilce Portacio (scrittore e disegnatore della storica Uncanny X-Men) e Jim Valentino (scrittore e disegnatore della serie sui Guardiani della Galassia).

#### La nascita della Marvel Enterprises
La Marvel viene acquistata dal miliardario Ron Perelman e passa dalle 5 milioni di copie degli X-Men di Jim Lee alla chiusura di ben sedici testate in pochi mesi tra il 1993 e il 1994, sostituite sotto la criticata gestione di Tom DeFalco prima e di Bob Harras da collane di durata effimera come quella dedicata al supergruppo Force Works (nuova versione più "aggressiva" dei Vendicatori della Costa Ovest) e la linea Ultraverse, che non riescono ad entrare in sintonia con i nuovi gusti del pubblico abituato ai manga e ai nuovi fumetti pubblicati dalla Image Comics. Nel 1993 il titolo Conan the Barbarian della Marvel viene cancellato dopo 275 numeri, anche se poi la Marvel continua a pubblicare ulteriori titoli dedicati a Conan il barbaro fino all'anno 2000 per un totale di 650 numeri. Intanto nel 1992 Stan Lee promuove la linea Marvel 2099, un futuro "ufficiale" dell'universo Marvel, di cui scrive, dopo molti anni dalla sua ultima creazione, anche una delle collane (Ravage 2099), con protagonista un nuovo supereroe, Ravage. L'idea di base era quella di reinterpretare alcuni classici personaggi Marvel, contestualizzandoli in un'ambientazione futuristica e distopica, ispirata dalle ambientazioni cyberpunk alla Blade Runner, dove il Nord America è uno stato di polizia governato da mega-corporazioni come la Alchemax che gestisce una forza di polizia locale, chiamata "Occhio Pubblico", della quale fa parte anche Ravage (il nuovo personaggio Marvel creato da Stan Lee e Paul Ryan per la linea 2099). Inizialmente vengono creati i corrispettivi futuristici dei principali personaggi della Marvel, pubblicati in omonime testate della linea 2099: Uomo Ragno 2099, Punitore 2099 e Destino 2099. Negli anni successivi la linea si espande e vengono aperte altre testate come X-Men 2099, Ghost Rider 2099, Hulk 2099, Fantastici Quattro 2099 e X-Nation 2099, con protagonisti la versione futuristica degli eroi omonimi, finché nel 1996 la crisi finanziaria della Marvel porta a licenziare Joey Cavalieri, editor della linea 2099, e molti degli autori di 2099 (tra cui Peter David e Warren Ellis) abbandonano per protesta la linea, che ben presto chiude.
Nel 1997 la Toy Biz acquista la Marvel Entertainment Group in bancarotta, formando una nuova società, la Marvel Enterprises. Con il suo socio in affari Avi Arad, l'editore Bill Jemas e il caporedattore Bob Harras, il comproprietario di Toy Biz, Isaac Perlmutter, riescono a rimettere in sesto la Marvel Comics.
Il cantante Michael Jackson, secondo le risultanze del procedimento a carico di Peter F. Paul (ex-socio di Stan Lee nella Stan Lee Media e ora in carcere per aver violato le regole della SEC alterando dolosamente le quotazioni della stessa Stan Lee Media) sarebbe stato vicino a comprare la Marvel Comics nel 1999/2000.

### Anni duemila

#### La rinascita della Marvel Comics
Nel nuovo secolo continua a pubblicare albi a fumetti con i suoi eroi più importanti, gestita dall'editor-in-chief Joe Quesada, ex-cartoonist indipendente, che ha anche varato diverse nuove iniziative editoriali come l'universo Ultimate, dove sono presentate delle versioni rinnovate degli eroi classici, la cui differenza principale con la linea 2099 è che non è ambientato nel futuro della linea classica, ma nel presente di una linea alternativa e, teoricamente, completamente scollegata dalle serie classiche, o il Marvel Manga, dove gli eroi Marvel sono interpretati in chiave manga da artisti che hanno acquisito uno stile simile a quello giapponese, e ha poi partecipato, come cartoonist, al varo della linea editoriale Marvel Knights, nata per realizzare storie di supereroi senza i limiti imposti dal Comics Code Authority, che è stato in seguito totalmente abbandonato su tutte le testate Marvel in favore di un sistema interno di valutazione degli albi, e quindi la linea MAX Comics, dove vengono convogliate tutte le iniziative più violente della casa editrice di New York.
Nel 2009 la Marvel festeggia l'elezione a presidente degli Stati Uniti d'America di Barack Obama, prima persona di origini afroamericane a ricoprire la carica, pubblicando nel numero 583 di The Amazing Spider-Man una storia intitolata Spidey Meets the President!, nella quale Peter Parker si reca a Washington per seguire, come fotoreporter per il Daily Bugle, l'insediamento del nuovo presidente, ma poi deve trasformarsi nell'Uomo Ragno per smascherare un complotto del Camaleonte che vuole impersonare il presidente entrante e prestare giuramento al suo posto. Il numero 583 di The Amazing Spider-Man, che vende circa 530.500 copie, diventa il fumetto più venduto del 2009.

### Anni duemiladieci

#### L'ingresso nella famiglia Disney
Il 31 agosto 2009, The Walt Disney Company ha annunciato un accordo per acquisire la capogruppo di Marvel Comics, Marvel Entertainment, per circa 4 miliardi di dollari, secondo il quale gli azionisti Marvel avrebbero ricevuto 30 dollari e 0,745 azioni Disney per ogni azione Marvel in loro possesso. A partire dal 2008, la Marvel e il suo principale concorrente di lunga data DC Comics condividevano oltre l'80% del mercato del fumetto americano. A partire da settembre 2010, la Marvel ha cambiato la sua società di distribuzione nelle librerie dalla Diamond Book Distributors alla Hachette Distribution Services.
Nel marzo 2011, la Marvel ha rilanciato l'etichetta "CrossGen", di proprietà della Disney Publishing Worldwide, e a maggio dello stesso anno, ha iniziato assieme alla Disney Publishing la pubblicazione congiunta della collana "Disney / Pixar Presents".
Marvel ha interrotto la sua collana "Marvel Adventures" nel marzo 2012, sostituendola con una linea di due titoli collegati al ramo televisivo del Marvel Cinematic Universe. Sempre a marzo, la Marvel ha annunciato la sua iniziativa "Marvel ReEvolution" che avrebbe compreso Infinite Comics, una linea di fumetti digitali, Marvel AR, un software applicativo che offre un'esperienza di realtà aumentata per i lettori e Marvel NOW!, un rilancio della maggior parte dei principali titoli della società con diversi team creativi. Marvel NOW! ha visto anche il debutto di nuovi titoli di punta, tra cui Uncanny Avengers e All-New X-Men.
Un paio di progetti congiunti di fumetti sono stati annunciati da Marvel e altri componenti del conglomerato Disney a partire dal 2013. Ad aprile dello stesso anno, è stato annunciato che la Marvel avrebbe pubblicato il 4 settembre, assieme alla ABC, una graphic novel basata sulla serie televisiva C'era una volta. La società ha annunciato in ottobre 2013 che nel gennaio 2014 avrebbe pubblicato il suo primo titolo in collaborazione con la Disney "Disney Regni" con la prima miniserie di cinque numeri "Cercatori di strano". Il 3 gennaio 2014, Disney, tramite la Lucasfilm Ltd (proprietaria dei frachise di Star Wars e Indiana Jones), ha annunciato che, a partire dal 2015, i fumetti di Star Wars sarebbero stati ancora una volta pubblicati dalla Marvel.
Il 4 gennaio 2011, Axel Alonso diviene il nuovo Editor-in-Chief della Marvel, prendendo il posto di Joe Quesada che mantiene comunque un ruolo fondamentale all'interno dell'organigramma aziendale. Difatti quest'ultimo diviene Chief Creative Officer, cioè responsabile creativo della casa editrice. I primi albi supervisionati da Axel Alonso come Editor-in-Chief portano la data di copertina aprile 2011 e sono distribuiti tra il 2 e il 23 febbraio 2011. Si tratta di un mese cruciale per la Marvel in quanto prende il via l'evento che porterà alla morte dell'Uomo Ragno della linea Ultimate Comics. Questo porterà poi ad una ristrutturazione e rilancio dell'intera etichetta Ultimate. Questo mese vede anche l'uscita dell'ultimo numero della più longeva serie Marvel e cioè Fantastic Four che chiude con il n. 588 e l'inizio del crossover tra serie con protagonisti dei mutanti denominato Age of X. Vengono realizzati anche il tentativo di rilancio di Silver Surfer e Dottor Strange con due miniserie che fanno da preludio ad una prossima rinascita dei Difensori.
Nel 2011 sulla linea Ultimate Comics debutta un nuovo importante personaggio della Marvel Comics, destinato a avere grande successo, Miles Morales, ideato da Brian Michael Bendis e Sara Pichelli, col contributo dell'allora caporedattore della Marvel Axel Alonso. Si tratta di un supereroe nato come erede di Spider-Man del suo universo. Il personaggio infatti è stato introdotto nell'Universo Ultimate come erede morale di Peter Parker che era rimasto ucciso nella saga La morte di Spider-Man. Morales è il primo afro-americano a indossare il costume del supereroe e il secondo dalle origini ispaniche dopo Miguel O'Hara, protagonista della serie Uomo Ragno 2099. Nel 2011 diventa il titolare di Ultimate Comics: Spider-Man e poi di Miles Morales: Ultimate Spider-Man nel 2014. Dopo l’evento Secret Wars, il personaggio è diventato parte dell'Universo Classico Marvel. Dal 2019 è protagonista di Miles Morales: Spider-Man. Si tratta del secondo Spider-Man predominante ad apparire nei fumetti americani pubblicati dalla Marvel Comics.
Il 12 gennaio 2018 la Conan Properties International annuncia il ritorno di Conan il barbaro alla Marvel all'inizio del 2019. Infatti nel 2018 la Marvel riacquista i diritti di Conan il barbaro, che nel 2003 erano passati alla Dark Horse Comics, rieditando l'anno successivo le due serie storiche degli anni '70 e pubblicando anche nuove miniserie tra cui spicca Serpent War. All'interno di questa nuova gestione Conan venne fatto anche interagire direttamente con l'Universo Marvel tramite la serie Savage Avengers scritta da Gerry Duggan e disegnata da Mike Deodato.

### Anni duemilaventi

#### La pandemia e il boom di vendite
Durante la Pandemia di COVID si verifica un boom di vendite dei fumetti della Marvel, che si conferma leader del mercato americano, con i fumetti delle serie The Amazing Spider-Man, Wolverine e Fantastic Four in cima alle classifiche.
Nel 2022 la Marvel perde nuovamente i diritti di Conan il barbaro. Infatti la Titan Comics, l'editore con sede in Inghilterra noto per la sua linea di titoli prevalentemente su licenza, acquisisce i diritti sui fumetti di Conan il barbaro, in quel momento in mano alla Marvel. L'accordo copre anche gli archivi rimasterizzati, inclusi gli omnibus pubblicati fino ad allora da Marvel Comics.
Nel giugno 2024, la Marvel ha presentato un nuovo logo per Marvel Comics, simile nello stile ai loghi di Marvel Studios e Marvel Studios Animation. Questo logo dovrebbe essere utilizzato per scopi "aziendali" e sui nuovi canali social media per la Marvel Comics e non dovrebbe apparire sui fumetti stessi.

## Architetti Marvel
Quando Axel Alonso diviene il nuovo Editor-in-Chief della Marvel, decide di affidare le sorti narrative dell'Universo Marvel a degli autori che sia lui che Quesada reputano all'altezza di ringiovanire e rivitalizzare il parco testate della Marvel. Si tratta di cinque scrittori che vengono denominati Marvel Architects (ovvero architetti Marvel) e sono: Brian Michael Bendis a cui sono affidate le sorti dei Vendicatori e lo Spider-Man versione Ultimate, Matt Fraction che prende le redini di Thor, Iron Man e dell'ambizioso marvel-evento Fear Itself, Ed Brubaker che si trova a gestire Capitan America in prossimità del lungometraggio a lui dedicato, Jonathan Hickman a cui tocca riportare in auge i Fantastici Quattro e Jason Aaron ai testi di Wolverine e del rilancio di Hulk con una nuova serie disegnata da Marc Silvestri.

### Rilanci Marvel
- Marvel NOW! (2012 e 2016): iniziato subito dopo Avengers Versus X-Men nel 2012, il Marvel NOW! ha raccontato le vicende dei personaggi dell'universo Marvel esplorando le grandi conseguenze che hanno portato la battaglia tra Vendicatori e X-Men. Nel 2016, il brand è stato riutilizzato dalla Casa delle Idee per realizzare un altro rilancio subito dopo la All-New All-Different Marvel.
- All-New Marvel NOW! (2014): dopo il termine del Marvel NOW!, la casa editrice ha proposto ai lettori anche All-New Marvel NOW!, rilancio dedito a narrare le conseguenze dell'evento Infinity scritto da Jonathan Hickman.
- Avengers NOW! (2015): terminato l'evento Avengers & the X-Men: AXIS, la Marvel ha poi pubblicato un rilancio che ha coinvolto tutte le collane vendicative intitolato Avengers NOW!, che ha proposto testate quali Ant-Man, La Potente Thor e Il Nuovissimo Capitan America.
- La Nuovissima Marvel (All New All Different Marvel, 2015): per narrare le conseguenze di Secret Wars, la Casa delle Idee ha ufficializzato il progetto La Nuovissima Marvel partendo con dei nuovi rilanci per ogni collana, oltre alla realizzazione di nuove serie a fumetti.
- Fresh Start (2018): terminata la Civil War 2, la casa editrice propone questo nuovo rilancio in cui ogni supereroe torna ad essere impersonato dal suo alter-ego originale.

### Etichette (Imprints)
Per meglio differenziare ed evidenziare le proposte editoriali la Marvel propone sin dai primi anni settanta degli Imprints (o Etichette editoriali) che raccolgono dei gruppi di serie, miniserie e/o pubblicazioni varie che si distinguono per tematiche, target di pubblico e politiche editoriali (tra le quali gestione degli autori, marketing e diritti dei personaggi pubblicati). Nel corso degli anni ne sono nate diverse e altrettante hanno visto la chiusura. Attualmente quelle operanti e attive nelle iniziative editoriali sono:
- Marvel Knights: creata nel 1998 da Joe Quesada e Jimmy Palmiotti per rilanciare personaggi all'epoca ai margini dell'Universo Marvel e in calo di interesse presso i lettori. Un nuovo tipo di approccio tematiche più mature permisero di riportare alla ribalta personaggi come Devil, Punisher, Pantera Nera e molti altri. Negli ultimi anni ha diradato notevolmente il numero di albi pubblicati in quanto tali supereroi sono rientrati nella distribuzione mainstream dell'Universo Marvel.
- Max Comics: nasce nel 2001 come etichetta che distribuisce gli albi adatti ad un pubblico adulto. Sulla copertina non è mai presente il logo Marvel e si precisa la dicitura explicit content: 18+ years old. Con ciò si indica che il contenuto, le tematiche e il linguaggio usato sono indirizzati ad un pubblico adulto.
- Icon Comics: nasce come Imprint dove gli autori pubblicano personaggi di cui detengono i diritti. La politica è molto simile a quella adottata alla Image Comics. Infatti la serie Powers di Bendis, inizialmente pubblicata dalla Image, è ora distribuita con l'etichetta Icon.
- Ultimate Comics: viene lanciata nel 2011 al termine dell'evento che vede la morte dello Spider-Man versione Ultimate. Sebbene si modifichi leggermente il marchio e le collane ricomincino dal numero 1, prosegue la narrazione con i personaggi e le situazioni dell'Imprint Ultimate Marvel.

## I grandi crossover
Succede spesso che i molti eroi di un universo narrativo unitario come quello Marvel si incontrino, per richiesta dei lettori o per esigenze degli sceneggiatori. Nascono così le storie corali dette crossover, storie di più numeri, articolate in testate differenti, caratterizzate da incontri e scontri inusuali.
Tra i crossover più importanti della Marvel si ricordano:
- Guerra Kree-Skrull (1971-1972)
- Guerre segrete (1984-1985)
- Inferno (1989)
- Tempesta nella galassia (1992)
- L'era di Apocalisse (1995-1996)
- Onslaught, da cui partirono La rinascita degli eroi e Il ritorno degli eroi (1996-1997)
- Maximum Security (2001)
- Infinity Abyss (2002)
- Guerra segreta (2004)
- Vendicatori divisi (2004)
- House of M (2005)
- Civil War (2006)
- Annihilation (2006)
- World War Hulk (2007)
- Messiah Complex (2007)
- Secret Invasion (2008)
- Ultimatum (Universo Ultimate) (2008-2009)
- Dark Reign (2009)
- Utopia (2009)
- Assedio (2010), da cui partì Età degli eroi (2010)
- Fear Itself (2011)
- Avengers vs. X-Men (2012)
- Age of Ultron (2013)
- Infinity (2014)
- Cataclisma (Universo Ultimate) (2014)
- Original Sin (2014-2015)
- Ragnoverso
- Axis (2015)
- Secret Wars Battleworld (2015-2016)
- Civil War II (2016)
- Inumani vs. X-Men
- Secret Empire (2017)

Esistono anche incontri significativi con altri universi narrativi, che presentano il confronto con eroi della Top Cow, studio grafico fondato da Marc Silvestri e affiliato alla Image Comics, e sfide e confronti con gli eroi della rivale di sempre, la DC Comics tra cui la miniserie Vendicatori/JLA realizzata da Kurt Busiek e George Pérez, e che hanno visto il loro culmine nella miniserie di 4 numeri Marvel contro DC.
Il 3 novembre 2014 Disney e Marvel, sui loro account Twitter, hanno annunciato che l'universo Marvel e l'Attacco dei Giganti saranno oggetti di un crossover, la storia si intitola Attack On Avengers ed è stata illustrata da Gerardo Sandoval (grafico e disegnatore della Marvel) e Hajime Isayama (creatore de l'Attacco dei Giganti); è stato pubblicato il 15 novembre in Giappone dalla Marvel Japan, Disney Japan e da Brutus.

## Editor-in-Chief
La Marvel ha sempre avuto una figura di riferimento nel cosiddetto Editor-in-Chief, un direttore editoriale con funzioni di supervisione su tutte le pubblicazioni.
Nel corso degli anni si sono avvicendati diverse persone, quasi tutti autori, in questo ruolo:
- Joe Simon (1940–1941)
- Stan Lee (1941–1942)
- Vincent Fago (sostituisce Lee, durante il suo servizio militare; 1942–1945)
- Stan Lee (1945–1972)
- Roy Thomas (1972–1974)
- Len Wein (1974–1975)
- Marv Wolfman (dal 1974 al 1975 solo per le riviste in bianco e nero della Marvel, quindi per tutte le pubblicazioni dal 1975 al 1976)
- Gerry Conway (1976)
- Archie Goodwin (1976–1978)
- Jim Shooter (1978–1987)
- Tom DeFalco (1987–1994)
- Incarico vacante; in carica diversi editor, divisi per gruppi di pubblicazioni (1994–1995)
  - Mark Gruenwald, Vendicatori e parte "cosmica"
  - Bob Harras, X-Men e affini
  - Bob Budiansky, Spider-Man
  - Bobbie Chase, Marvel Edge
  - Carl Potts, Epic Comics[79]
- Bob Harras (1995–2000)
- Joe Quesada (2000–2011)
- Axel Alonso (2011-2017)
- C. B. Cebulski (dal 2018)

## Edizioni in lingua italiana
Negli anni settanta e nella prima metà degli anni ottanta fu quasi esclusivamente l'Editoriale Corno a tradurre i fumetti Marvel in italiano. Con la sua chiusura, e dopo la spartizione dei diritti fra vari editori nella seconda metà degli anni ottanta e nei primi anni novanta, dal 1994 le edizioni italiane della Marvel sono curate da un unico editore, la Panini Comics, che gestisce tutti i suoi marchi e sottomarchi e linee editoriali tramite l'etichetta Marvel Italia, che ogni mese pubblica una decina di testate, tra albi regolari e speciali.

## Altri media
Le storie e i personaggi dei fumetti Marvel Comics sono stati adattati e trasposti per altri media, come cinema, televisione e videogiochi. I più rilevanti sono il successo economico e di pubblico del Marvel Cinematic Universe, la celebre serie cinematografica sugli X-Men e videogiochi premiati come Marvel's Spider-Man o la serie Marvel vs. Capcom.